# Ломонос восточный
Ломонос восточный, или клематис восточный (лат. Clematis orientalis) — вид цветковых растений рода Ломонос (Clematis) семейства Лютиковые (Ranunculaceae).
Волоски плодов-семянок ломоноса восточного, попадая в нос человека, вызывают неприятные ощущения — эта особенность дала русское название всему роду Clematis.

## Распространение и экология
В природе ареал вида охватывает Европейскую часть России и практически всю территорию Азии. Натурализовалось в Северной Америке.
Произрастает по берегам рек, среди прибрежных лесов, в кустарниках, вдоль оврагов, по склонам и в котловинах среди песков полупустынной и пустынной областей.

## Ботаническое описание
Полудеревянистая лиана высотой до 4—6 м. Стебель лазящий, ребристый, иногда красноватый. Все растение густо курчаво-опушенное или почти голое.
Листья перисто-рассечённые, серовато-зелёные, толстоватые, жёсткие; листочки сильно варьируются как по форме, так и по величине; нижние листочки обычно трёх-, а иногда пятилопастные или же трёхраздельные, яйцевидные, длиной 1,5—5 см, цельнокрайные или зубчатые, тупые или остроконечные.
Цветки в небольших пазушных метёлках, многочисленные, желтоватые, снаружи нередко красноватые. Чашелистики в числе четырёх, от эллиптических до продолговато-эллиптических, длиной 1,5—2,5 см, с обеих сторон коротко войлочно опушенные, длинно заострённые.
Семянки сжатые, с толстым краем, опушенные, длиной 3 мм, с перисто опушённым носиком.
Цветение в июле — августе, иногда вторично в сентябре. Плодоношение в сентябре — октябре.

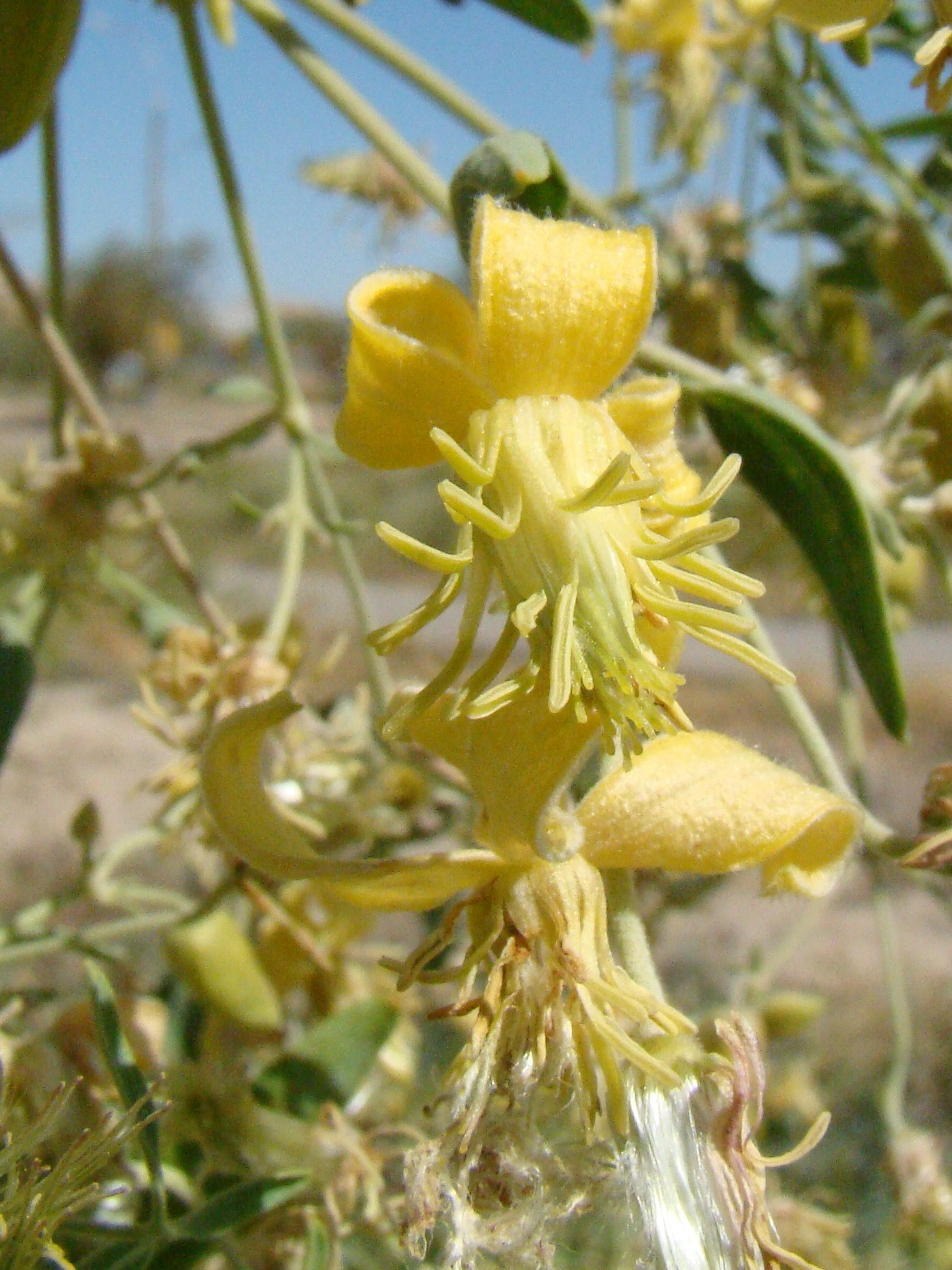
цветки
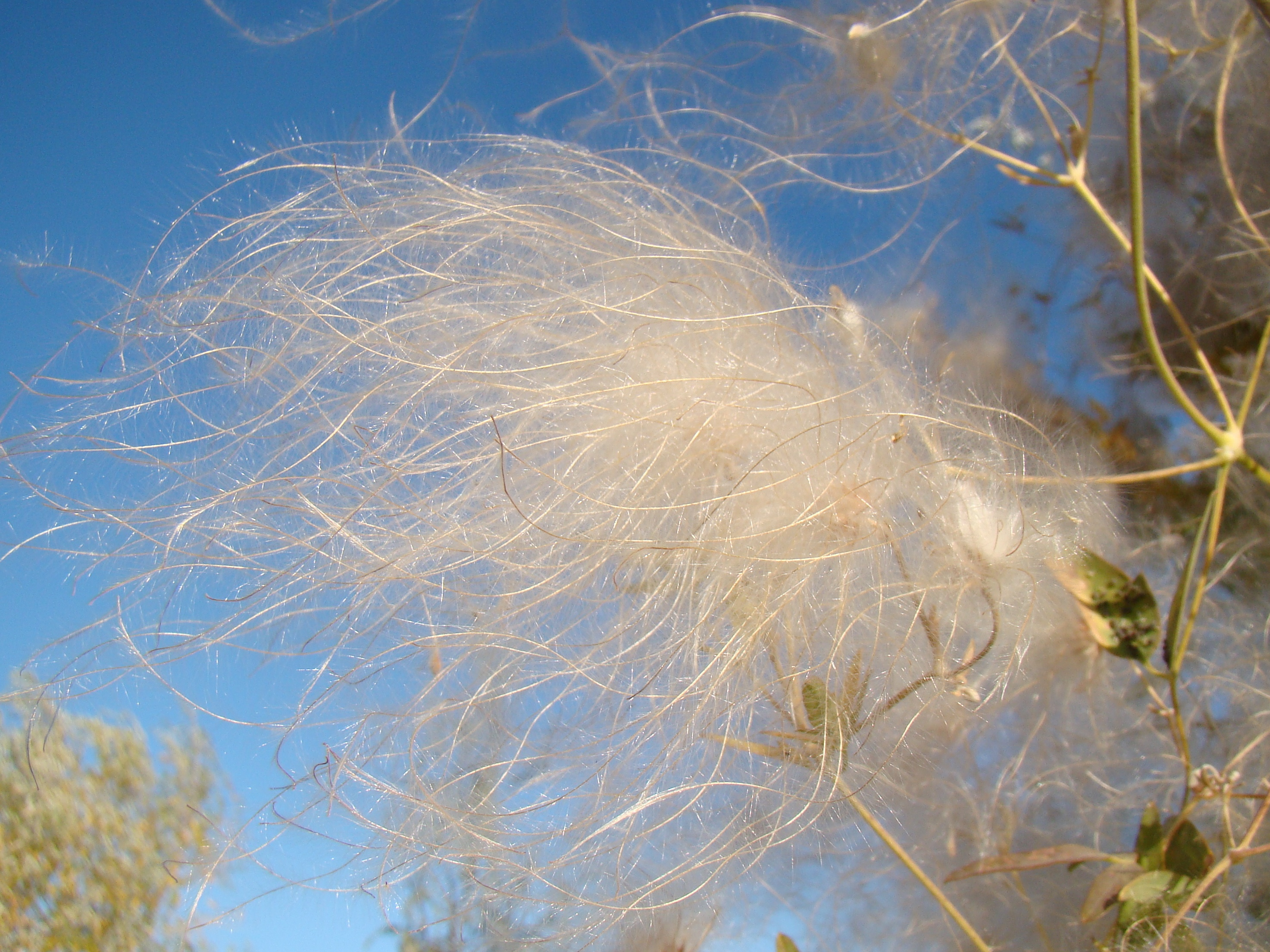
плоды

## Классификация

### Таксономия
Вид Ломонос восточный входит в род Ломонос (Clematis) трибы Anemoneae подсемейства Лютиковые (Ranunculoideae) семейства Лютиковые (Ranunculaceae) порядка Лютикоцветные (Ranunculales).
|  |                       |  |                                          |                                          |                        |  | ещё 4 подсемейства (согласно Системе APG II) | ещё 4 подсемейства (согласно Системе APG II) |                                      |  |  |  | ещё 6 родов       | ещё 6 родов           |  |  |
|  |                       |  |                                          |                                          |                        |  | ещё 4 подсемейства (согласно Системе APG II) | ещё 4 подсемейства (согласно Системе APG II) |                                      |  |  |  | ещё 6 родов       | ещё 6 родов           |  |  |
|  |                       |  |                                          | семейство Лютиковые                      |                        |  |                                              |                                              | триба Anemoneae                      |  |  |  |                   | вид Ломонос восточный |  |  |
|  |                       |  |                                          | семейство Лютиковые                      |                        |  |                                              |                                              | триба Anemoneae                      |  |  |  |                   | вид Ломонос восточный |  |  |
|  | порядок Лютикоцветные |  |                                          |                                          | подсемейство Лютиковые |  |                                              |                                              | род Ломонос                          |  |  |  |                   |                       |  |  |
|  | порядок Лютикоцветные |  |                                          |                                          |                        |  |                                              |                                              |                                      |  |  |  |                   |                       |  |  |
|  |                       |  | ещё 9 семейств (согласно Системе APG II) | ещё 9 семейств (согласно Системе APG II) |                        |  |                                              | ещё 8 триб (согласно Системе APG II)         | ещё 8 триб (согласно Системе APG II) |  |  |  | ещё 230—250 видов |                       |  |  |
|  |                       |  |                                          | ещё 9 семейств (согласно Системе APG II) |                        |  |                                              |                                              | ещё 8 триб (согласно Системе APG II) |  |  |  |                   |                       |  |  |

### Представители
В рамках вида выделяют несколько разновидностей:
- Clematis orientalis var. daurica (Pers.) Kuntze
- Clematis orientalis var. latifolia Hook.f. & Thomson
- Clematis orientalis var. orientalis